# ورزشگاه تختی جم
ورزشگاه تختی جم ورزشگاهی است با گنجایش ۱۵٬۰۰۰ تن که در شهر جم، ایران قرار دارد.

## پیشینه

### بازسازی در سال ۱۳۹۶
در سال ۱۳۹۶ رختکن‌ها، راهروها، سرویس‌های بهداشتی، سکوها نور و چمن ورزشگاه از مهم‌ترین قسمت‌هایی بود که مورد بازسازی قرار گرفت. البته در مورد گنجايش ورزشگاه تعداد بليط فروخته شده در زمانی که ورزشگاه پر بوده، كمتر از ١٠ هزار نفر بود و با دقت بيشتر به ابعاد ورزشگاه بنظر صحيح تر ميباشد.